# Saltimbocca
Le saltimbocca ou saltimbocca alla romana (littéralement « saute en bouche » à la romaine, en italien) est une recette de cuisine traditionnelle de la cuisine italienne, en particulier de Rome, à base d'escalope de veau, de jambon cru prosciutto crudo et de sauge, cuite au beurre, huile d'olive et vin blanc. Il est également populaire dans le sud de la Suisse, en Espagne et en Grèce.

## Histoire
Cette spécialité typique de la cuisine romaine, connue sous le nom de saltimbocca alla romana, est attesté dans l'ouvrage culinaire La scienza in cucina e l'arte di mangiar bene, de Pellegrino Artusi de 1861. La recette pourrait malgré tout être originaire de Brescia en Lombardie,,,.

## Préparation
Il s'agit d'une escalope de veau coupée très finement sur laquelle est appliquée une tranche de jambon cru prosciutto crudo avec une feuille de sauge, maintenue par un cure-dent. Légèrement enfariné, l'ensemble est roulé (ou à plat) cuit dans du beurre et huile d'olive avec ajout de vin blanc de déglaçage en fin de cuisson.

Deux façons de préparer et de présenter le saltimbocca
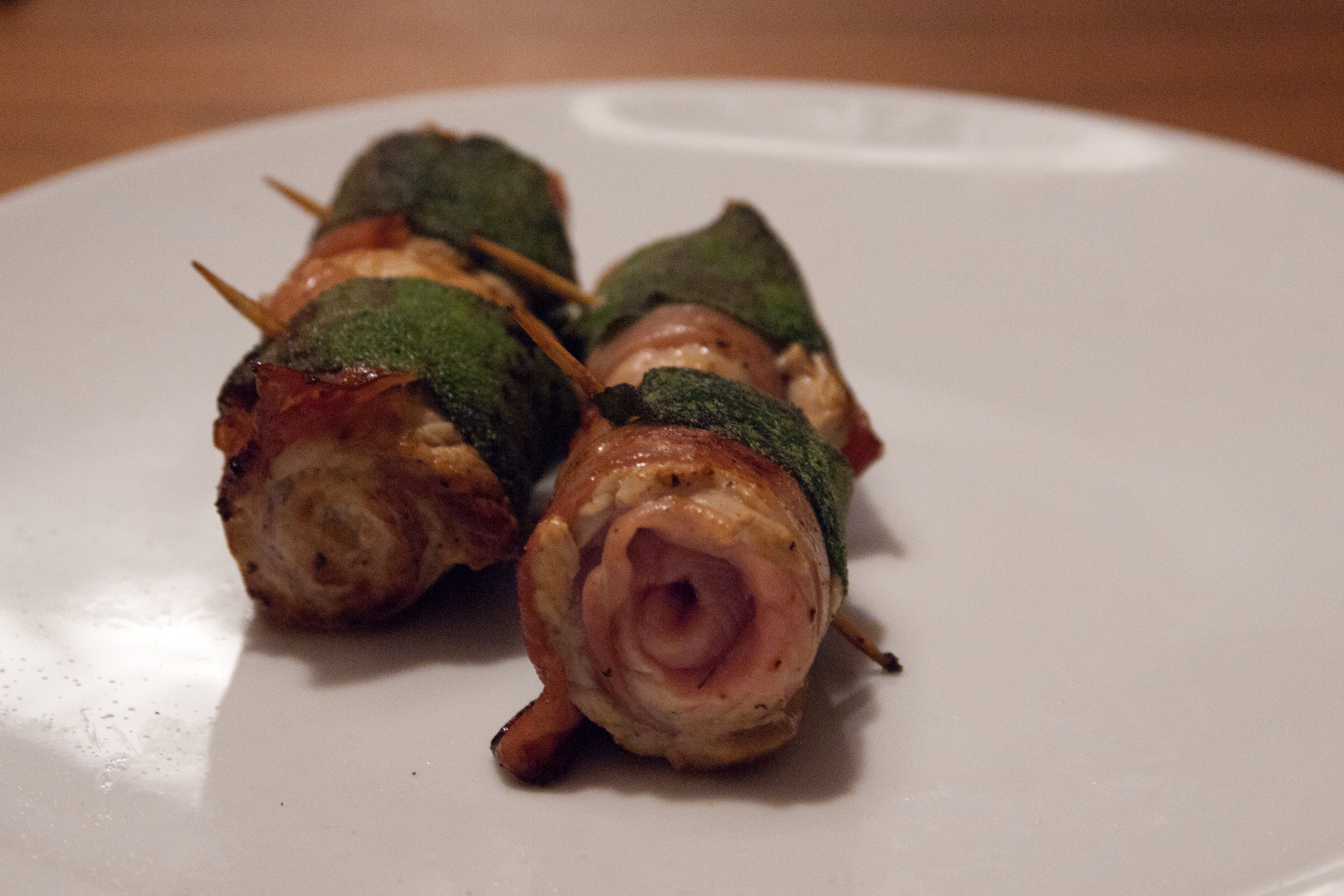
Saltimbocca roulé cuit.
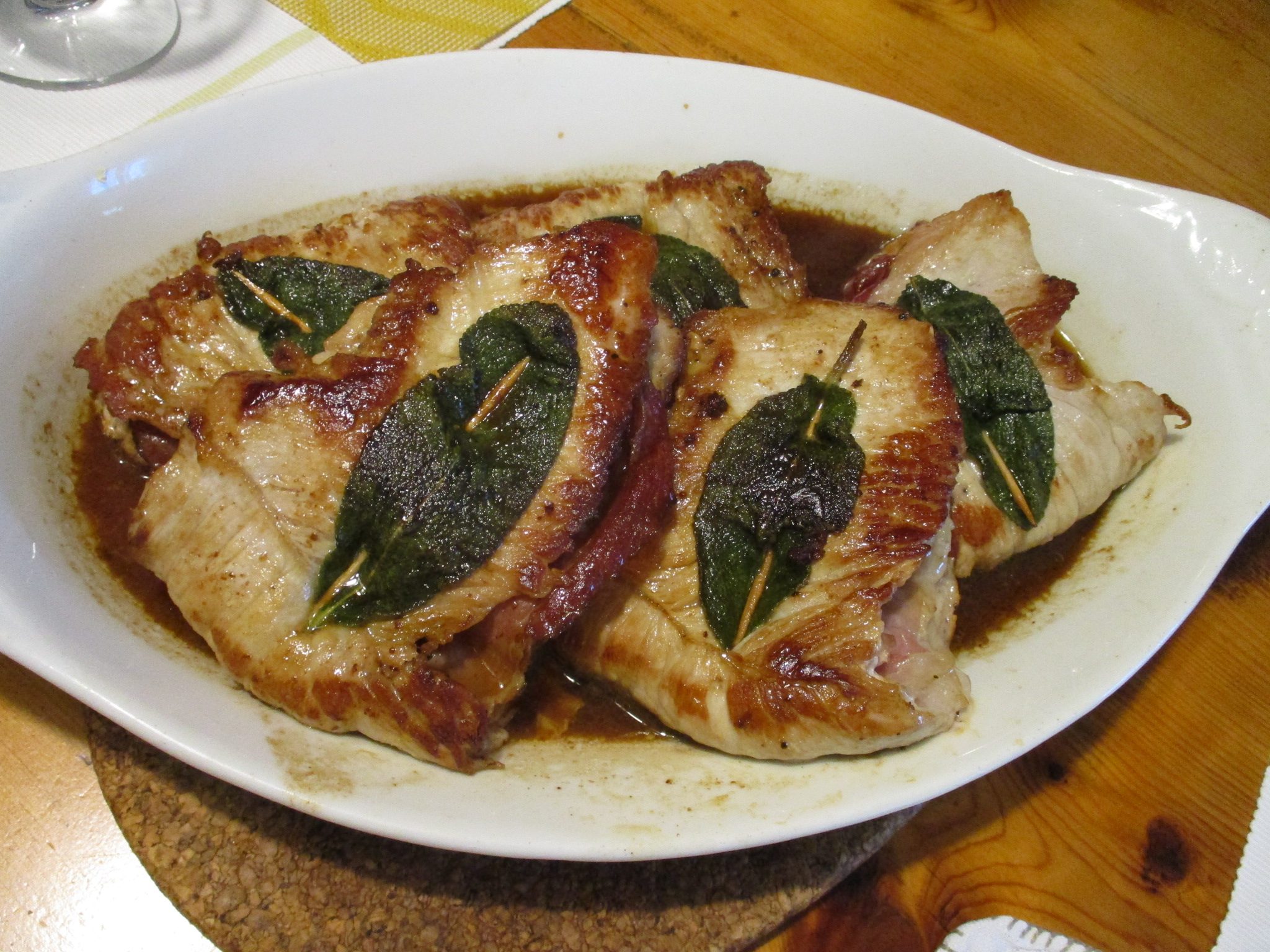
Saltimbocca à plat cuit.
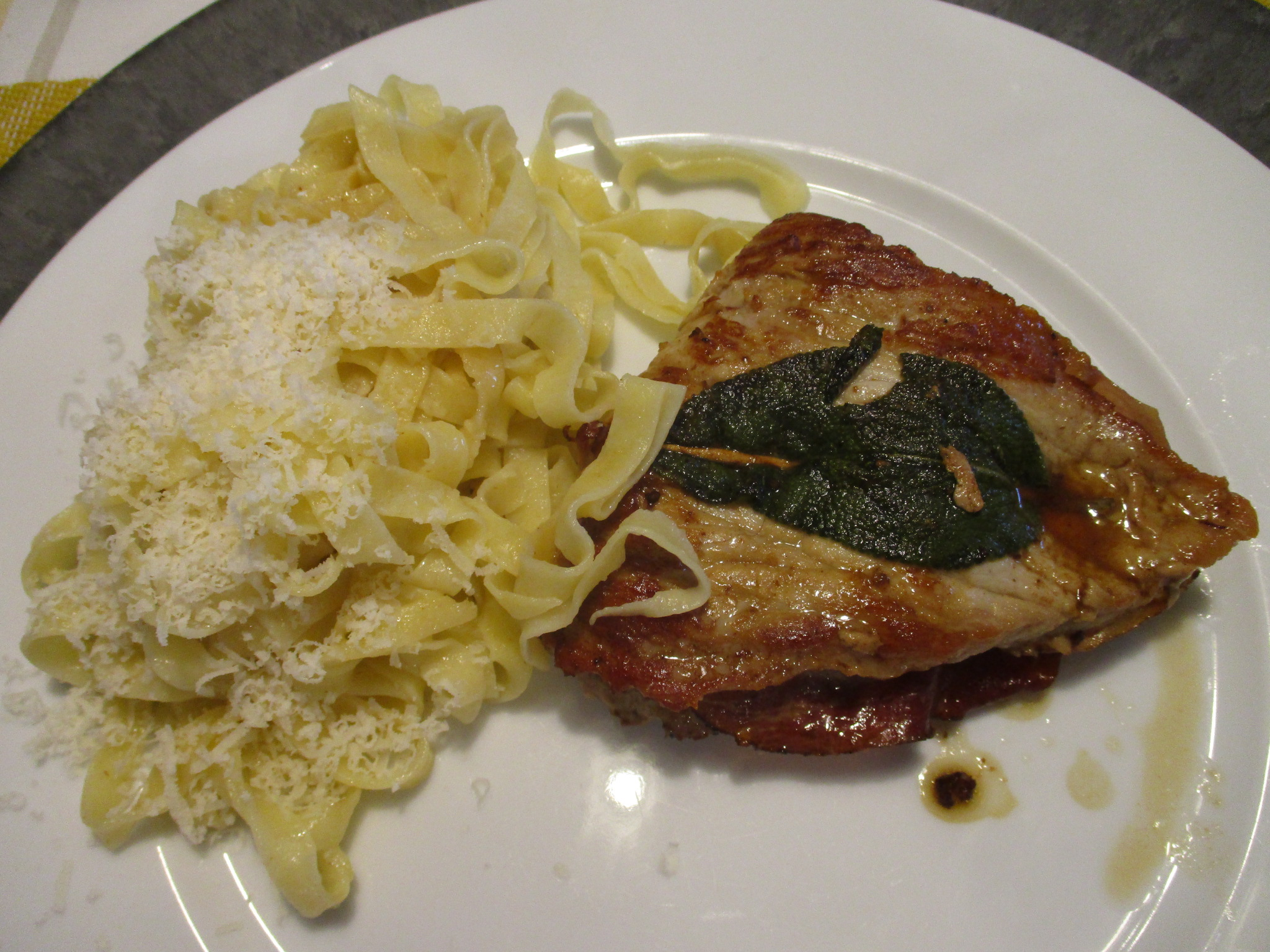

## Accord mets/vin
Ce mets est traditionnellement accompagné avec le même vin blanc que celui de la cuisson.